# Juditha australis
Juditha australis är en fjärilsart som beskrevs av Felder 1862. Juditha australis ingår i släktet Juditha och familjen Riodinidae. Inga underarter finns listade i Catalogue of Life.